# Juan Morales (płotkarz)
Juan Morales Hechavarría  (ur. 12 lipca 1948 w Santiago de Cuba) – kubański lekkoatleta, płotkarz i sprinter, medalista olimpijski z 1968 z Meksyku.
Specjalizował się w biegu na 110 metrów przez płotki, ale odniósł również wiele sukcesów w sztafecie 4 × 100 metrów.
Rozpoczął międzynarodową karierę od zdobycia brązowych medali w biegu na 110 metrów przez płotki i w sztafecie 4 × 100 metrów na igrzyskach Ameryki Środkowej i Karaibów w 1966 w San Juan. Na igrzyskach panamerykańskich w 1967 w Winnipeg również zdobył brązowy medal w biegu na 110 metrów przez płotki, a w sztafecie 4 × 100 metrów zajął wraz z kolegami 2. miejsce.
Na igrzyskach olimpijskich w 1968 w Meksyku Morales został wicemistrzem w sztafecie 4 × 100 metrów (wraz z nim biegli Hermes Ramírez, Pablo Montes i Enrique Figuerola). Na tych samych igrzyskach odpadł w półfinale biegu na 110 metrów przez płotki.
Zdobył dwa złote medale na igrzyskach Ameryki Środkowej i Karaibów w 1970 w Panamie. Zwyciężył na nich w biegu na 110 metrów przez płotki i w sztafecie 4 × 100 metrów. Na uniwersjadzie w 1970 w Turynie zdobył srebrny medal w sztafecie 4 × 100 metrów.
Na igrzyskach panamerykańskich w 1971 w Cali zdobył srebrny medal w sztafecie 4 × 100 metrów i brązowy w biegu na 110 metrów przez płotki. Na igrzyskach olimpijskich w 1972 w Monachium wystąpił tylko w sztafecie 4 × 100 metrów, która odpadła w półfinale.
Czterokrotnie zwyciężał w biegu na 110 metrów przez płotki na mistrzostwach Ameryki Środkowej i Karaibów: w Jalapa Enriques (1967), Hawanie (1969), Kingston (1971) i Maracaibo (1973). Nie mógł obronić tytułu w Ponce (1975), ponieważ bieg się nie odbył wskutek ulewnego deszczu.